# Strømsgodset Toppfotball
Strømsgodset Idrettsforening er en norsk fodboldklub hjemmehørende i Drammen. Klubben spiller i Eliteserien.
Klubben stormede frem fra en anonym tilværelse i tresserne, hvor de rykkede fra 4. divisjon til 1. divisjon på få sæsoner.
Blandt andet grundet de 4 stærke spillere: Steiner Pettersen, Inge Thun, Thorodd Presberg og Ole Johnny Friise.
Disse 4 spillere vandt sølvmedaljer ved VM i indedørs fodbold i 1965.
Op til sæsonen 2006 blev klubben reddet fra konkurs via en gruppe af investorer.
15 spillere blev solgt og 15 nye købt, der i blandt: Øyvind Leonhardsen og Mattias Andersson.
Klubben spillede sig tilbage i den bedste række allerede i den første sæson med disse spillere.
Strømsgodset vandt det norske mesterskab i 2013
20. juni 2019 brev Henrik Pedersen hovedtræner 

## Titler
- Norske mestre (2): 1970, 2013
- Norske pokalmestre (5): 1969, 1970, 1973, 1991 og 2010

## Danske spillere
- David Nielsen (2008-2009) 4 kampe / 3 mål
- Patrick Olsen (2014-?) 5 kampe

## Europæiske deltagelse
| Sæson   | Runde     | Modstander | Hjemme | Ude | Kommentar |
| ------- | --------- | ---------- | ------ | --- | --------- |
| 1971-72 | Kvalifik. | Arsenal    | 1-3    | 0-4 | -         |
| 2014-15 | 2. runde  | 🇷🇴FCSB     | 0-1    | 2-0 |           |

| Sæson   | Runde     | Modstander         | Hjemme | Ude  | Kommentar |
| ------- | --------- | ------------------ | ------ | ---- | --------- |
| 1970-71 | Kvalifik. | FC Nantes          | 0-5    | 3-2  | -         |
| 1974-75 | Kvalifik. | FC Liverpool       | 0-1    | 0-11 | -         |
| 1992-93 | Kvalifik. | Hapoel Petah Tikva | 0-2    | 0-2  | -         |

| Sæson   | Runde     | Modstander      | Hjemme | Ude | Kommentar           |
| ------- | --------- | --------------- | ------ | --- | ------------------- |
| 1973-74 | Runde 1   | Leeds United    | 1-1    | 1-6 | -                   |
| 1998-99 | Kvalifik. | Hapoel Tel Aviv | 0-1    | 1-0 | 4-2 på straffespark |
| 1998-99 | 1. runde  | Aston Villa     | 0-3    | 2-3 | -                   |
| 2013-14 | 2. runde  | 🇭🇺Debrecen      | 2-2    | 3-0 |                     |
| -       | 3. runde  | 🇨🇿Jablonec      | 1-3    | 1-2 |                     |
| 2016-17 | 2. runde  | 🇩🇰Sønderjyske   | 2-2    | 2-1 |                     |

## Eksterne links
- Strømsgodsets websted Arkiveret 18. oktober 2007 hos  Wayback Machine

| Fodbold | Spire Denne artikel om en fodboldklub er en spire som bør udbygges. Du er velkommen til at hjælpe Wikipedia ved at udvide den. |